# توم جنكينز (لاعب كرة قاعدة)
توم جنكينز (بالإنجليزية: Tom Jenkins) هو لاعب كرة قاعدة أمريكي، ولد في 10 أبريل 1898 في كامدين في الولايات المتحدة، وتوفي في 3 مايو 1979 في ويماوث في الولايات المتحدة.

## وصلات خارجية
- توم جنكينز على موقعبيزبول رفرنس.كوم (الدوري الرئيسي) (الإنجليزية)
- توم جنكينز على موقعبيزبول رفرنس.كوم (الدوري الثانوي) (الإنجليزية)